# ビュンバ県
ビュンバ県はルワンダを構成していた12の県のうちの一つ。2006年に、ルワンダの地方行政区分が再編され、北部州に編入された。ルワンダ北部に位置し、ウガンダと国境で接している。面積は1,796 km、人口は782,427人（2002年現在）であった。